# Хранитель активов
Хранитель активов — фирма в составе холдинга, не участвующая в производственном процессе, а лишь владеющая активами, и сдающая их в аренду другим фирмам холдинга. Используется для защиты активов и для налоговой оптимизации.

## Защита активов
В случаях враждебного поглощения, рейдерского захвата, одновременного предъявления к оплате нескольких облигаций (что создаёт угрозу технического банкротства), предъявления крупных налоговых претензий и т. п. не создаётся угрозы обращения взыскания на активы холдинга, поскольку предприятия холдинга, реально занимающиеся деятельностью, формально активами не владеют, а лишь берут их в аренду. Провести же атаку непосредственно на хранителя активов практически невозможно, поскольку он обычно непубличен, не вступает в хозяйственные отношения за пределами холдинга, учёт его крайне прост и потому опасность нарушения налогового законодательства сведена к минимуму и т. п.

## Налоговая оптимизация
В российской практике хранитель активов часто находится на упрощённой системе налогообложения. Таким образом, прибыль, получаемая хранителем активов от сдачи активов в аренду, облагается по более низкой ставке, чем у основных предприятий холдинга. Кроме того, существенную роль может играть различие оснований для признания аренды расходами у основной компании, и признанию её доходом у хранителя активов.
В практике по оптимизации в США крупные корпорации передают на компанию — налогового резидента Бермудских или Кайманских островов объекты интеллектуальной собственности, чтобы снижать налоговую нагрузку в США. В этой связи известна налоговая структура двойная ирландская с голландским сэндвичем.